# USS Midway
A USS Midway (CVB/CVA/CV–41) az USA haditengerészetének mára már kiszuperált, jelenleg a San Diegó-i kikötőben múzeumként működő repülőgép-hordozója. Nevét a II. világháború egyik híres, az amerikaiak számára döntő győzelemmel végződő tengeri csatájáról, a midwayi csatáról kapta. Forradalmi hajótest-kialakítása miatt fontos hajótípus, és megalapozója a Midway-osztályú repülőgép-hordozóknak. Számos küldetése során többek között szolgált a vietnámi háborúban és az öbölháborúban is.

## Története

### Első bevetései és a 6. Flotta
A Karib-tengeren végrehajtott átadás-átvételi próbautat követően a USS Midway az amerikai haditengerészet atlanti flottájának hadgyakorláti beosztásához csatlakozott, báziskikötője a virginiai Norfolk támaszpont lett. 1946. februárjától a CarDiv 1 zászlóshajójává vált. 1946. márciusában hideg éghajlati körülményeknél alkalmazandó berendezéseket és eljárásokat tesztelt az Atlanti-óceán északi részén. 1947-ben a Sandy-hadművelet részeként elsőként indított rakétát mozgó járműről, amikor is egy zsákmányolt V-2 rakétát indítottak a fedélzetéről.
1947. október 29-én kezdődött a Midway első bevetéssorozata, amikor már a 6. Flotta tagjaként a Földközi-tengerre irányították. A távolabbi bevetések között a Midway az USA partjainál vett részt hadgyakorlatokon, miközben az egyre nehezebb vadászgépek befogadására is felkészítették. 1952-ben az Északi-tengeren részt vett egy NATO hadgyakorlaton, majd október 1-jén megkapta a CVA-41 megnevezést.

### A Csendes-óceánon a 7. Flottával, átépítései
A Midway 1954. december 27-én Norfolkból világkörüli útra indult. A Jóreménység fokát megkerülve Tajvannál csatlakozott a 7. flottához. Az 1955. június 28-áig tartó bevetésen a Midway pilótái az első tajvani krízis során fedezetet biztosítottak 15 000 tajvani katona és 20 000 polgár Tachen-szigeteki evakuálásához. 1955. június 28-án a Midway a washington állambeli Puget Sound hajógyárba indult felújításra. Ezek a munkálatok 1957. szeptember 30-áig tartottak. Az SCB-110 modernizációs program során teljesen zárható fedélközi hangárokat, szögben elfordított leszálló fedélzetet és gőzkatapultokat építettek be.
A Midway új báziskikötője a San Francisco-öbölben található Alameda haditengerészeti támaszpont lett, és 1958-ban a 7. Flotta tagjaként vett részt bevetéseken. Az 1962-es bevetések során a Midway pilótái Japán, Dél-Korea, Okinawa, a Fülöp-szigetek és Tajvan légvédelmét is próbára tették. Az 1965. március 6-ai kihajózásánál a hordozó személyzete már felkészült a harcra, és április közepétől a pilóták megkezdték a dél-vietnámi katonai és logisztikai célpontok támadását.
A Midway 1965. november 23-án tért vissza a San Francisco-öbölbe, ahol 1966. február 11-én kezdték meg az SCB-101.66 program keretén belül a repülőgép-hordozó sok vitát kiváltott és meglehetősen drágán végződött átalakítását. A fedélzetet területét 11 300 m2-ről 16 200 m2-re növelték, a fedélzeti liftek kapacitását megkétszerezték és máshová helyezték, új gőzkatapultokkal és horogfékező rendszerrel szerelték fel, továbbá beszereltek egy központi légkondicionáló rendszert. Az átépítési program költségei a tervezett 88 millió dollárral szemben végül 202 millió dollárra rúgtak. A megszaladt költségek miatt nem került sor a Midway-osztály második tagjának, a USS Franklin D. Roosevelt (CV-42) modernizálására. A Midwayt átépítését végül 1970. január 31-én fejezték be, közel négyéves munka után. A későbbi bevetések során kiderült, hogy az átépítések jelentősen lerontották a hajó stabilitását és a rossz időjárási bevethetőségét, amiért további változtatásokra volt szükség.
Fontos szerepet töltött be a vietnámi háború alatt 1965 és 1972 között, többek között az első légi csata vadászgépei is innen szálltak fel.
1991-ben a Sivatagi Vihar hadműveletben az első csapásmérő repülőgép-hordozók között volt, és a hadszíntéren is maradt az Öbölháború befejezéséig.
2004-ben hajózott be végső kikötőjébe, ahol múzeummá alakították, és ahol naponta látogatható.

## USS Midway múzeum

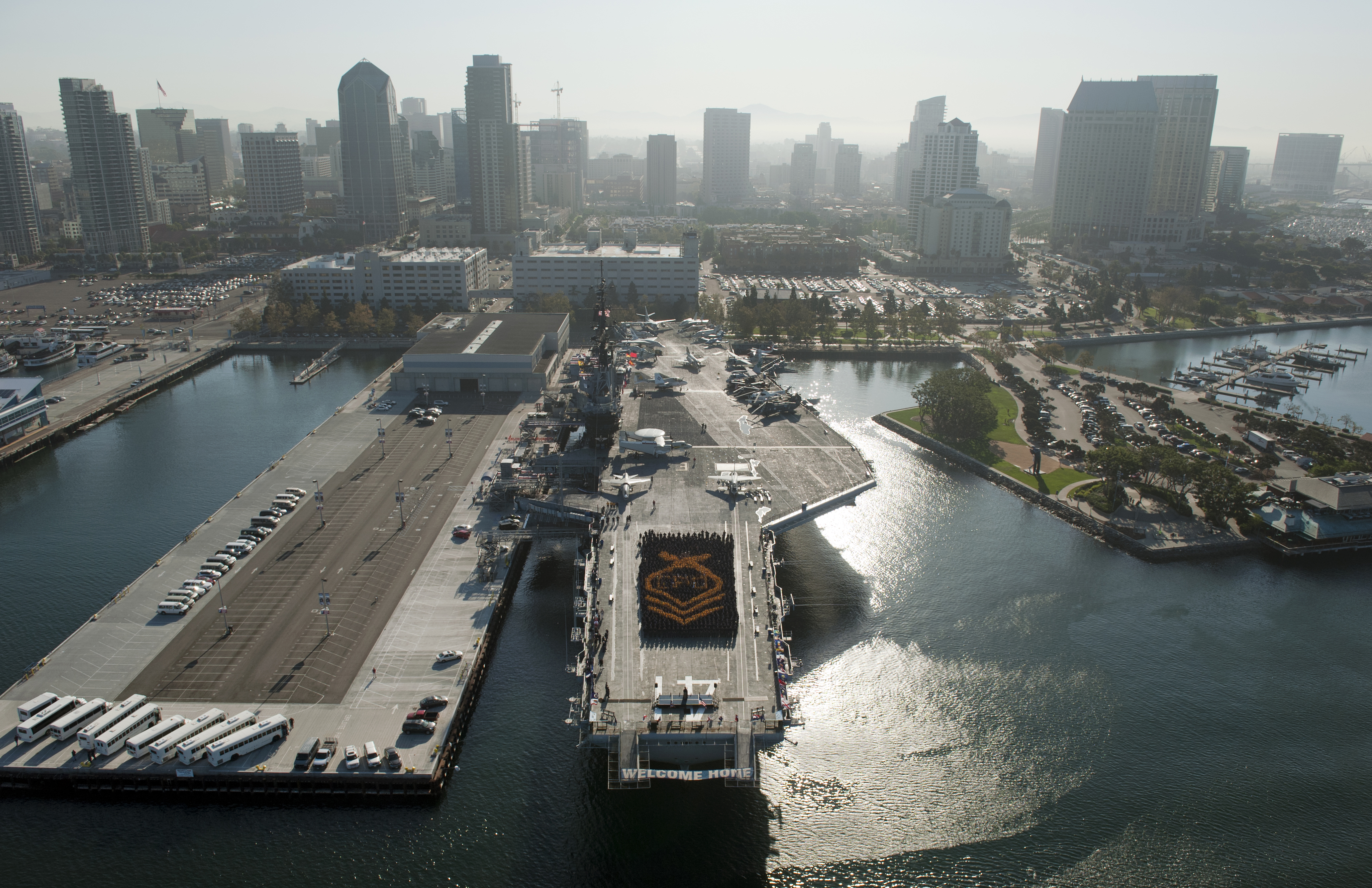
A USS Midway a San Diego-i kikötőben

A múzeumként működő hordozón a látogató szabadon bejárhatja a hangárszintet, a repülőfedélzetet és a torony tiszti eligazítóját, rádió- és radarszobát (ahol öbölháborús térképek, felvételek és hangüzenetek fogadnak) és a kapitányi lakrészt.
A hangárfedélzeten a látogatók megnézhetnek számos II. világháborús vadászgépet, beülhetnek modern vadászgépek pilótafülkéibe, és repülőgép-szimulátorokat próbálhatnak ki.
A repülőfedélzeten a USS Midwayen szolgálatot teljesítő vadászgépeket, AWACS-ot, bombázókat és helikoptereket lehet megtekinteni, többek között F/A–18 Hornet, F–14 Tomcat, F–4 Phantom II, F–8 Crusader és A–7 Corsair II vadászgépeket.
A repülőgép-irányítói és kapitányi hidat, valamint további belső létesítményeket vezetett túrákkal lehet meglátogatni , ahol 1 órás idegenvezetés alatt a hajón szolgált veteránok érdekes történeteket, anekdotákat mesélnek a hajó múltjából [forrás?].